# Nglaran
Nglaran is een bestuurslaag in het regentschap Pacitan van de provincie Oost-Java, Indonesië. Nglaran telt 4828 inwoners (volkstelling 2010).